# Bawuran
Bawuran is een bestuurslaag in het regentschap Bantul van de provincie Jogjakarta, Indonesië. Bawuran telt 5616 inwoners (volkstelling 2010).